# Индейка (Алтайский край)
Индейка — село в Косихинском районе Алтайского края. Входит в состав Полковниковского сельсовета.

## География
Расположен в южной части района, к северу от реки Бобровки, к югу от автодороги 01Н-1905. Абсолютная высота — 228 метров над уровнем моря.
Климат
Климат характеризуется как резко континентальный. Средняя многолетняя температура самого холодного месяца (января) составляет −20 °С (абсолютный минимум — −52 °С), температура самого тёплого (июля) — 21 °С (абсолютный максимум — 38 °С). Среднегодовое количество атмосферных осадков — 350—400 мм. Преобладающее направление ветра в течение года — юго-западное с переходом на северо-западное.

## История
До 2010 года входило в состав ныне упразднённого Верх-Бобровского сельсовета.

## Население
| 1997 | 1998 | 1999 | 2000 | 2001 | 2002 | 2003 | 2004 | 2005 | 2006 |
| ---- | ---- | ---- | ---- | ---- | ---- | ---- | ---- | ---- | ---- |
| 31   | ↘24  | →24  | ↗29  | ↗32  | →32  | ↘31  | ↘30  | ↗31  | ↘28  |
| 2007 | 2008 | 2009 | 2010 | 2011 | 2012 | 2013 |      |      |      |
| ↘27  | ↘19  | ↘11  | ↘6   | ↗8   | ↗10  | →10  |      |      |      |

Национальный состав
Согласно результатам переписи 2002 года, в национальной структуре населения русские составляли 86 %.

## Транспорт
Село связано с другими населёнными пунктами автомобильным транспортом.
Выезд к автодороге межмуниципального значения «Полковниково — Верх-Бобровка» (идентификационный номер 01 ОП МЗ 01Н-1905) протяжённость 11 км.